# Winfield Scott Featherston

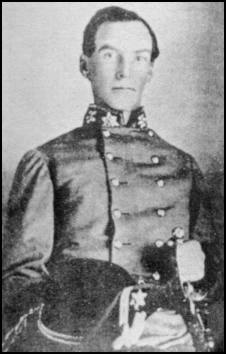
Winfield Scott Featherston

Winfield Scott Featherston (* 8. August 1820 bei Murfreesboro, Tennessee; † 28. Mai 1891 in Holly Springs, Mississippi) war ein US-amerikanischer Politiker und Brigadegeneral im konföderierten Heer.

## Leben
Featherston verbrachte seine Kindheit in Tennessee und ging dort zur Schule. Anschließend zog er mit seinen Eltern kurzzeitig nach Georgia und anschließend nach Mississippi, wo sie sich in Houston niederließen und er Jura studierte. 1840 wurde Featherston als Anwalt zugelassen, woraufhin er eine kleine Kanzlei eröffnete und sich in der Politik betätigte. Als Kandidat der Demokraten wurde er in den 30. und 31. Kongress gewählt (4. März 1847 – 3. März 1851), verlor aber die folgende Wahl und führte seine Kanzlei weiter. 1856 zog er nach Holly Springs. 1860 nahm er in Kentucky als Vertreter von Mississippi an der Beratung über die Sezession teil.

## Sezessionskrieg
Bei Ausbruch des Sezessionskrieges trat Featherston in das konföderierte Heer ein und wurde im Mai 1861 Kommandeur des 17. Mississippi-Regiments, mit dem er bis zum Folgejahr in Virginia eingesetzt wurde. Am 4. März 1862 wurde Featherston zum Brigadegeneral befördert. Gegen Ende des Krieges wurde er gefangen genommen und am 1. Mai 1865 auf Ehrenwort in Greensboro (North Carolina) aus der Gefangenschaft entlassen.
Noch im gleichen Jahr führte er sein Anwaltsbüro weiter und stellte sich erfolglos zur Wahl des US-Senators für Mississippi. 1876 sowie 1880 war Featherston Mitglied im Repräsentantenhaus von Mississippi und 1881 wurde er Richter des zweiten Gerichtsbezirks von Mississippi. 1890 wählte man Featherston zum Mitglied der Verfassunggebenden Versammlung („Constitutional Convention“).